# Mjölkallergi
Mjölkallergi, mjölkproteinallergi eller komjölksproteinallergi innebär att en person är allergisk mot ett eller flera proteiner i mjölk. Vanligen åsyftas mjölk från ko, men även mjölk från andra däggdjur, såsom får och get, kan orsaka allergiska reaktioner.
Detta är ett allvarligt tillstånd eftersom mycket små mängder mjölkprotein kan utlösa en reaktion. Dödsfall är ovanliga men förekommer. Mjölk är tillsammans med ägg den vanligaste orsaken till anafylaxi bland små barn.

## Två varianter av mjölkallergi
Det finns två olika typer av mjölkallergi: IgE-medierad allergi samt icke IgE-medierad allergi. Skillnaden mellan dessa varianter är hur kroppens immunförsvar reagerar på mjölkprotein. Vissa individer har både IgE-medierad allergi och icke IgE-medierad allergi.
Vid IgE-medierad mjölkallergi bildar kroppen IgE-antikroppar mot mjölkprotein. Symptom uppkommer då inom två timmar efter intag. Detta är samma typ av reaktion som sker vid intag av andra födoämnen såsom jordnöt och ägg.
Vid icke IgE-medierad mjölkallergi bildas andra antikroppar och symptom uppstår inte lika snabbt som vid IgE-medierad allergi.

## Känslighet för mjölk vid förtäring
Hur svår allergi man har är individuellt. Vissa klarar av att förtära små mängder mjölk utan märkbar reaktion, medan andra skulle kunna behöva intensivvård på sjukhus vid samma intag av mjölk. Det finns exempelvis ett fall där 5 gram konsumerat godis med chokladöverdrag ledde till anafylaxi. I kontrast till det åt en annan allergiker 50 gram choklad och reagerade med magsmärtor.
Det är inte känt exakt hur små mängder mjölkprotein som krävs för att utlösa en allergisk reaktion.  Vid analyser av livsmedel som orsakat allergiska reaktioner har stora skillnader i mängd och allvar i reaktion uppvisats. Exempelvis reagerade en sexårig allergiker med anafylaxi och krävde akut läkarvård av godis som innehöll vad som uppskattades till 0,9 milligram av mjölkproteinet kasein, medan en elvaårig allergiker som förtärde korv som innehöll cirka 425 milligram kasein reagerade med magont och kräkningar.
I vissa fall växlar allergiska individer mellan att vara allergiska och att inte vara det (denna variant av sjukdomen uppträder oftast i barndomen).
Känsligheten för mjölkprotein kan variera hos en och samma individ. Exempelvis brukar känsligheten öka under pågående infektioner. Studier har även visat att risken för anafylaxi är högre då.
En del barn reagerar på mjölkproteiner i bröstmjölk då modern har förtärt mjölkproteininnehållande kost.

## Kontaktallergi mot mjölk
En del individer med IgE-medierad mjölkallergi har dessutom kontaktallergi mot mjölk. Detta visade sig i en studie vara vanligare bland individer med fler allergier än mjölkallergi (i synnerhet ägg och sesam).

## Skillnad mellan laktos och mjölkprotein
Mjölkallergi skiljer sig från laktosintolerans i och med att laktosintolerans beror på brist på enzymet laktas, som bryter ner mjölksocker, och att det vid mjölkallergi är ett protein man reagerar immunologiskt på.
Laktosintoleranta individer tål vanligen att förtära små mängder mjölkprodukter såsom ost, vilket mjölkallergiker inte gör.
Laktosfria produkter innehåller mjölkprotein och kan därmed inte användas av en mjölkallergiker.

## Förekomst
Mjölkallergi är vanligast bland små barn. Ungefär 0,5 till 1 procent av alla barn och 0,1 till 0,2 procent av den vuxna befolkningen beräknas vara allergiska mot mjölkproteiner.
Mjölkallergi är, tillsammans med äggallergi, den vanligaste födoämnesallergin bland barn.
Allergin bryter vanligen ut hos spädbarn vid övergången mellan amning och modersmjölksersättning eller välling. Även om det är ovanligt kan det hända att allergin bryter ut redan hos barn som ammas för att barnets immunförsvar reagerar på mjölkproteinet som överförs med bröstmjölken då modern konsumerar mjölkprodukter.

## Prognos
Allergin växer bort hos merparten av de allergiska barnen. I skolåldern har cirka 80 procent av barnen blivit fria från sin allergi. Dock kan allergin i vissa fall kvarstå livet ut.
Barn med mjölkallergi löper större risk än andra att utveckla andra allergier, även om mjölkallergin växer bort. Det kan innebära allergier mot andra födoämnen såsom ägg, soja och jordnötter. Det kan också innebära andra allergier, exempelvis mot pälsdjur, kvalster och gräspollen.

## Orsaker och riskfaktorer
När kroppens immunförsvar felaktigt identifierar vissa ämnen som främmande uppstår allergi. Det är inte klarlagt varför vissa individer utvecklar födoämnesallergier. Dock har vissa faktorer visat sig kunna öka risken för allergiutveckling. 
Några riskfaktorer:
- Ärftlighet. Kroppens benägenhet att bilda IgE-antikroppar brukar benämnas som atopi och detta är ärftligt.[11] Risken att utveckla allergi om en förälder är atopiker beräknas till ungefär 20 procent. Om båda föräldrar är atopiker beräknas risken till ungefär 43 procent.

Eftersom det är benägenheten att utveckla IgE-antikroppar som ärvs innebär detta att barn kan utveckla andra allergier än föräldrarna. Exempelvis kan ett barn till pälsdjursallergiker utveckla mjölkallergi (även om det aldrig med säkerhet går att avgöra varför en enskild individ har utvecklat allergi).
- Atopisk dermatit. Barn som lider av atopisk dermatit löper större risk att utveckla en födoämnesallergi.

- Andra allergier. Är man redan allergiker är också risken högre att utveckla andra allergier, såsom mjölkallergi.

- Ålder. Mjölkallergi är vanligast bland barn. I takt med att matsmältningssystemet utvecklas minskar också risken att reagera på mjölk.

## Symptom
Vid mjölkallergi förekommer vanligen flera symptom samtidigt. Symptom från huden, magen och tarmarna är vanligast. Symptom från luftvägar kan indikera svår mjölkallergi.

### Symptom från mage och tarmar:[7]
- Magsmärtor, koliksymptom med skrikighet
- diarré
- förstoppning
- kräkningar
- långsam viktuppgång
- aptitlöshet
- blodig avföring

### Symptom från huden
- hudutslag, eksem (ibland vätskande, hudförändringar) eller klåda
- nässelutslag

### Symptom från luftvägar:[5]
- andningssvårigheter
- astma (kan i sällsynta fall bli livshotande)
- snuva
- hosta

### Övriga symptom
- klåda och stickande känsla på läppar och runt munnen[2]
- svullna läppar, tunga och svalg
- röda och kliande ögon
- anafylaxi (i värsta fall anafylaktisk chock) [7]

## Diagnos
De vanliga enkla allergitester som finns, såsom pricktest och immunoglobulin E-test (RAST), kan varken bevisa eller motbevisa förekomsten av kliniskt relevant komjölksallergi.
Patientens sjukhistoria (anamnes) i förening med eliminationskost och per oral provokation med komjölk fordras för en tillförlitlig allergidiagnos.

## Regelbundna provokationer
Eftersom mjölkallergi ofta växer bort genomförs så kallade provokationer regelbundet i samråd med vården. Det innebär i korthet att barnet, enligt strikta anvisningar, får förtära mjölk för att kontrollera om en allergisk reaktion uppstår. 
Om ett barn fått en allvarlig allergisk reaktion genomförs den första provokationen inom vården. Om den går bra kan barnet sedan provoceras hemma. Barn som inte haft svåra reaktioner provoceras oftast hemma från start. Hur ofta dessa provokationer genomförs varierar från fall till fall. Ett vanligt tidsspann är mellan ett halvår och ett år.

## Mjölkprotein i livsmedel
Mjölkprotein är mycket vanligt förekommande i många olika livsmedel, exempelvis bröd, bakverk, såser, soppor och charkuterivaror. Det benämns på ett flertal olika vis. 
En mjölkallergiker kan inte förtära något sådant livsmedel. Några exempel på ingredienser och livsmedel som undviks är följande:
Animaliskt fett (med vissa undantag) choklad, créme fraîche, fetaost, fil, färskost, glass, grädde, gräddfil, gräddpulver, kasein, kaseinat, kesella, keso, kvarg, kärnmjölkspulver, laktos, margarin (med vissa undantag), matfett/matfettsblandning (med vissa undantag), mesost, messmör, mjukost, mjölk, mjölkalbumin, mjölkprotein, mjölkpulver, mjölkäggvita, natriumkaseinat, nougat, ost, ostpulver, skorpsmulor, skummjölkspulver, smältost, smör/smörfett, ströbröd (med vissa undantag), torrmjölkspulver,vassle, vasslepulver, välling, yoghurt o.s.v. 
Mjölkallergiker utesluter med andra ord alla livsmedel där mjölkprotein ingår i någon form, inte enbart ren komjölk.

## Mjölkprotein i dagligvaror
Mjölkprotein förekommer inte enbart i livsmedel. Det återfinns även i dagligvaror som exempelvis tandkrämer, tvålar, kosmetika och hudvård. En mjölkallergiker som lider av kontaktallergi mot mjölk har därmed inte enbart livsmedel att ta i beaktande.

## Spår av mjölk och kontaminationer
Eftersom känsligheten för mjölk kan vara hög behöver vissa individer vara försiktiga med spårmängder av mjölk i livsmedel. Sådana spår och kontaminationer kan exempelvis uppstå i fabrik då olika matvaror tillverkas i samma maskiner. De kan också uppstå i hemmet eller vid exempelvis bufféer där samma redskap används till mjölkinnehållande kost och mjölkfri kost, eller i andra miljöer där mat kan skvätta över mellan grytor och kantiner.
Allergimärkningen ”kan innehålla spår av mjölk...” är frivillig. Det innebär att varor som saknar märkningen ändå kan innehålla mjölk. Ett exempel på detta är choklad. Livsmedelsverket fann i en undersökning höga halter mjölkprotein i mörk choklad som saknade denna varningsmärkning. Märkningen saknar även gränsvärden, det innebär att ett spår kan vara allt från obefintligt till stort. Hur stort ett spår är kan därtill variera för en och samma produkt.